# 青岛电灯厂
青岛电灯厂（德語：Elektrizitätswerk）又称青岛发电所，是位于中国山东省青岛市市南区广州路3号的一座发电厂，建于1902-1903年，1937年停止供电，其后曾为青岛市电业局驻地，现仅余部分建筑。

## 历史

### 青岛电灯厂的建立

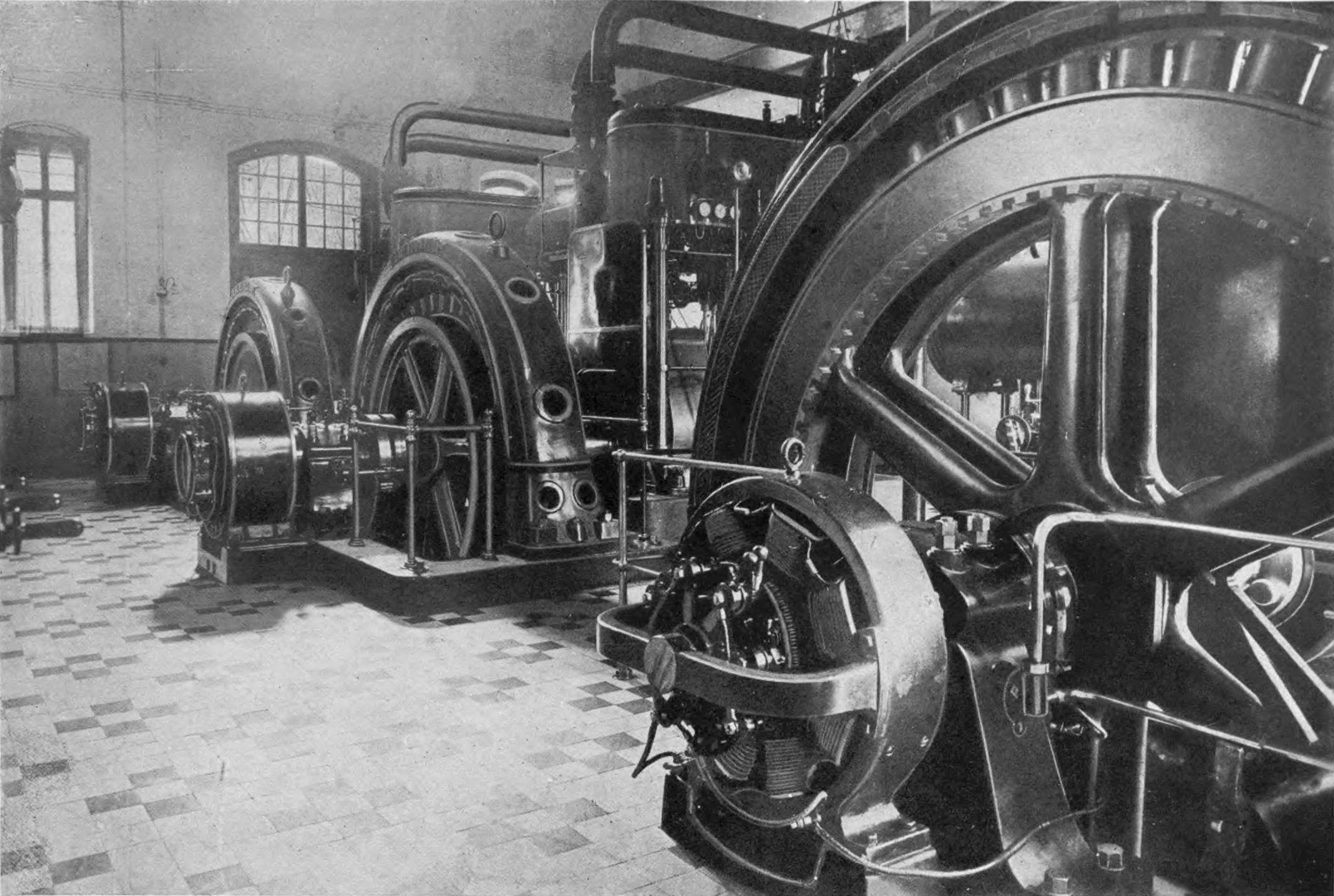
发电厂内景

1897年德国占领青岛后，德国当局并未计划由政府投资建设发电厂。约1898年，德累斯顿的库默尔公司在今天津路河南路路口西南角投资建设了一座小型电厂，装有两台50马力（共75千瓦）柴油发电机，主要为军政机关供电。1901年底，库默尔公司的小型电厂因资不抵债而倒闭。次年1月，西门子公司买下了这座小型电厂，之后在邻近小港南岸的后海沿一带另择新址建造了一座规模更大的发电厂，即为“青岛电灯厂”。该厂的变压器由德国通用电气公司承建，西门子的电气工程师恩斯特·普莱斯曼（Ernst Plessmann）与德国通用电气的克里伯参与了新发电厂的创建。新的发电厂装有一台60马力发电机，于1903年7月投产。后来，胶澳总督府将该厂东侧的道路命名为千瓦大街（Kilowattstraße，今广州路北段）。
1904年，西门子发电厂的投资者认为经营发电厂无利可图，便将该厂转让给总督府。1905年，发电厂在原有两台170千伏安蒸汽发电机的基础上，增设了一台410千伏安蒸汽发电机。1904年该厂的发电量为449500千瓦时，至1905年增加到639800千瓦时，1906年已达800000千瓦时。除中心市区外，大港区与附近其他区域也由该厂供电。1906年共有250户，1907年为375户，1909年为539户，其中包括144位华人。

### 破坏、修复与发展

遭轰炸损坏后的青岛电灯厂

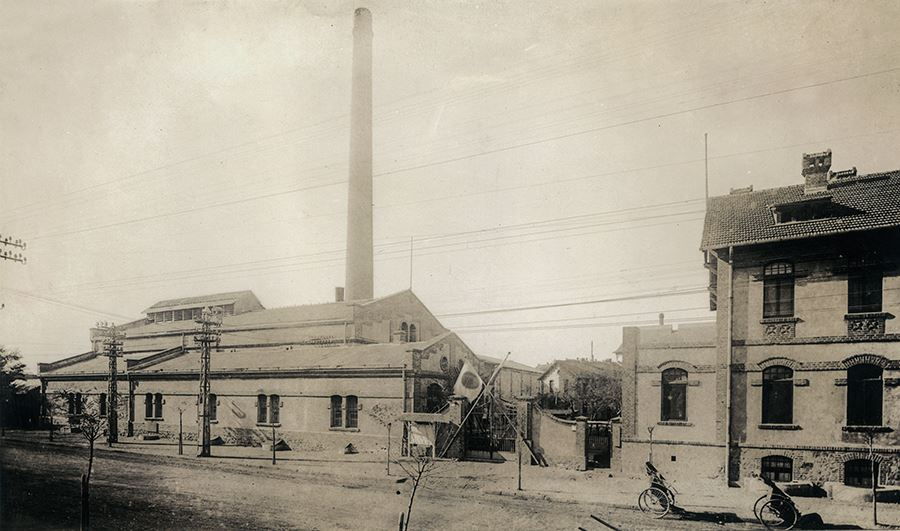
第一次日占时期的青岛发电所

1914年青岛战役期间，由于德军前线各步兵堡垒外围均有电网作为障碍物，并埋设电控反步兵地雷，严重阻碍日军进攻势头，日军便派遣飞机，自狗塔埠（今城阳区流亭街道红埠社区）附近的临时机场起飞，使用迫击炮弹对青岛发电厂轮番轰炸，最终炸毁发电厂蒸汽锅炉，导致德军前线各防御设施基本处于断电状态。日军自中央堡垒突破德军防线，于11月完全占领青岛。德军于11月7日投降前将该厂彻底破坏。
日军接管发电厂后，成立“电灯管理委员会”修复受损设备、恢复电力供应。1915年1月，发电厂改名青岛发电所（日语：〔〕?），隶属于日本陆军青岛守备军司令部民政部下属的递信部。1918年3月，发电所增加了1200千瓦发电机一部，此后又安装了1500千瓦发电机一部。至1922年北洋政府收回青岛主权前夕，青岛发电所已扩展为四机九炉，发电设备总容量5000千瓦。
根据1922年12月1日中日双方签订的《山东悬案细目协定》附件，发电所于1923年5月改组为中日合资的胶澳电气股份有限公司，中方股金占54%，日方股金占46%。青岛发电所的发电设备总容量至1933年已达到1.38万千瓦。由于该发电厂无法满足日益增长的用电需求，胶澳电气公司于1934至1935年间年在四方建设了一座新的发电厂，称为四方发电所。1937年6月，在发电厂内的一部英制汤姆森-休斯顿5000千瓦汽轮机发电机组被移装至四方发电所后，该厂停止供电。

### 停止供电后的电灯厂旧址

青岛电灯厂旧址现状

青岛发电所停止供电后，仍为胶澳电气公司的办公地址。1942年10月1日，胶澳电气公司改为华北电业股份有限公司青岛支店。1945年11月7日，青岛市政府接收华北电业青岛支店，恢复胶澳电气公司旧称。同年12月，经济部接管胶澳电气公司，改名为经济部接管青岛电厂。次年11月11日改隶行政院资源委员会。
1949年6月2日，中国人民解放军青岛市军事管制委员会接管青岛电厂。1950年第一次全国电力会议后，青岛电厂于6月划归燃料工业部电业管理总局。同年8月15日，青岛电厂改名青岛市电业局。1952年4月1日改隶华东电业管理局。1955年1月因华东电业管理局撤销而直属北京电业管理局。1958年1月1日，电力工业部决定撤销青岛市电业局，将其与济南市电业局合并为山东省电业局。1961年3月27日，重建后的青岛市电业局由四方兴隆路迁回广州路3号青岛电灯厂旧址。同年4月13日，青岛市电业局改称青岛市电力工业局，归山东省电力工业厅领导。同年12月30日改为青岛电业局。1966年10月，青岛电业局经水电部批准撤销，改为青岛供电局与青岛发电厂。1972年5月再次成立青岛市电业局。1979年6月1日，青岛市电业局由广州路3号迁至贮水山路2号。
广州路3号青岛电灯厂旧址如今仅余一栋二层建筑，现为宾馆。

## 关于早期历史的错误描述
包括《青岛市志·电力工业志》在内的相当一部分文献将青岛电灯厂的早期历史描述为“1898年，德国企业主朴尔斯曼在青岛市今河南路、天津路交叉处附近建立青岛电灯房，尔后德商库麦尔电气股份有限公司于1900年在今青岛市今广州路3号建设了一处较大规模的电灯厂”。直至关于电灯厂的德文历史文献重新被发现并解读后，这段历史才得以澄清。